# Independência da Finlândia
A Independência da Finlândia foi um longo processo consagrado pela declaração de Independência formal do país em relação à Rússia Soviética em 6 de dezembro de 1917.

## Proclamação da Imperatriz Isabel (1742)
O tema de uma Finlândia independente foi mencionado pela primeira vez no século XVIII, quando a atual Finlândia ainda era governada pela Suécia. Durante a ocupação russa na Guerra Russo-Sueca de 1741–1743, em 18 de março de 1742, Isabel da Rússia emitiu uma proclamação na língua finlandesa ao povo finlandês pedindo-lhe que criasse um país que fosse independente tanto da Suécia quanto da Rússia. Isto levou a preparações para criação de um Reino da Finlândia em 1742. Os finlandeses elegeram o então Duque Pedro de Holsácia-Gottorp (que, mais tarde, tornou-se herdeiro do trono da Rússia e czar como Pedro III) como Rei da Finlândia. Contudo, a situação política havia superado a ideia da independência finlandesa e esta rapidamente evaporou.

## Conspiração de Anjala (1788)
A conspiração de Anjala foi um esquema criado em 1788–1790 para dar fim à Guerra Russa de Gustavo III e incluía, até certo ponto, a independência da Finlândia. Diversos envolvidos foram ligados à Walhalla-orden. Os saques e ocupações russos de 1713–21 (a "Ira Maior") (Isoviha em finlandês) e de 1741–43 (a "Ira Menor") (Pikkuviha em finlandês) ainda estavam nítidos na memória quando finlandeses travaram guerra partisan contra os Russos.
Georg Magnus Sprengtporten, que não atuou diretamente na conspiração, havia escrito uma proposta para a constituição finlandesa em 1786. Sprengtporten também havia atuado na formação do Grão-Ducado autônomo da Finlândia.
Como resultado da Guerra Finlandesa (1808–1809), a Suécia cedeu a Finlândia à Rússia em 1809 e Sprengtporten tornou-se o primeiro Governador-Geral da Finlândia.

## Nascimento de uma nação

Hyökkäys de Eetu Isto, 1905, era um símbolo da russificação, com a Dama da Finlândia defendendo a lei da águia russa.

De acordo com o professor Martti Häikiö, antes de uma nação declarar independência, ela deve desenvolver uma identidade nacional e certas instituições. Orgãos governamentais para a Finlândia foram criados depois de 1809, quando foi "elevada como uma nação entre nações" (como foi declarado pelo czar Alexandre I da Rússia), ao se tornar o Grão Ducado autônomo da Finlândia sob o czar russo. A Dieta da Finlândia reunia-se regularmente desde 1863.
Identidade nacional cresceu simultaneamente com o nacionalismo pan-europeu. Johan Ludvig Runeberg e Elias Lönnrot criaram uma imagem idealizada do povo finlandês e da natureza finlandesa nos anos 1830 e 1840. Johan Vilhelm Snellman também foi uma figura central no romantismo nacional e no debate sobre a nacionalidade moderna. Ele encorajou o uso da língua finlandesa (ao invés da sueca) entre as classes instruídas durante a contenda linguística da Finlândia. O marco finlandês foi introduzido como moeda em 1860 pelo Banco da Finlãndia, o qual Snellman indexou à prata ao invés do rublo russo. Durante a Fome de 1866–68, Snellman trabalhou para conseguir auxílio e distribuí-lo num país com poucos recursos e comunicações não desenvolvidas.
Elisabeth Järnefelt realizou o salão literário "Järnefelts skola" (Escola de Järnefelt), que se tornou um centro do movimento Fennoman. Durante os anos 1880–1890, a era de ouro da arte finlandesa coincidiu com o despertar nacional. A figura central da época foi Akseli Gallen-Kallela. Outras figuras notáveis foram Aleksis Kivi e Albert Edelfelt.
O lema do movimento Fennoman era:
"Suecos não mais somos,
Russos não podemos nos tornar,
logo, finlandeses devemos ser."
O primeiro período da Russificação da Finlândia (Ensimmäinen sortokausi em finlandês) começou em 1899 com o Manifesto de Fevereiro de Nicolau II no período em que Nikolai Bobrikov era Governador Geral da Finlândia. Em resposta, a declaração cultural Pro Finlandia com 530 000 nomes foi reunida e uma delegação de 500 pessoas foi enviada para entregá-la. O movimento de resistência Kagal formou-se neste momento. Em 1901, a Rússia tentou alterar a natureza do exército finlandês com uma nova lei de recrutamento, que exigia que os finlandeses não apenas defendessem o país, mas também lutassem pela Rússia em qualquer frente. A resistência finlandesa transformou-se num movimento de massas, e apenas metade dos homens elegíveis se apresentou para o serviço. Bobrikov foi baleado em 1904 por Eugen Schauman, que se matou depois. O jornal finlandês Päivälehti, que já fora censurado antes, foi fechado permanentemente como resultado de um editorial escrito sobre o assassinato. Jean Sibelius compôs In Memoriam em memória do assassinado. O navio a vapor SS John Grafton tentou, sem sucesso, contrabandear grandes quantidades de armas para a resistência finlandesa durante a Guerra Russo-Japonesa. A greve geral finlandesa de 1905 interrompeu temporariamente a russificação.

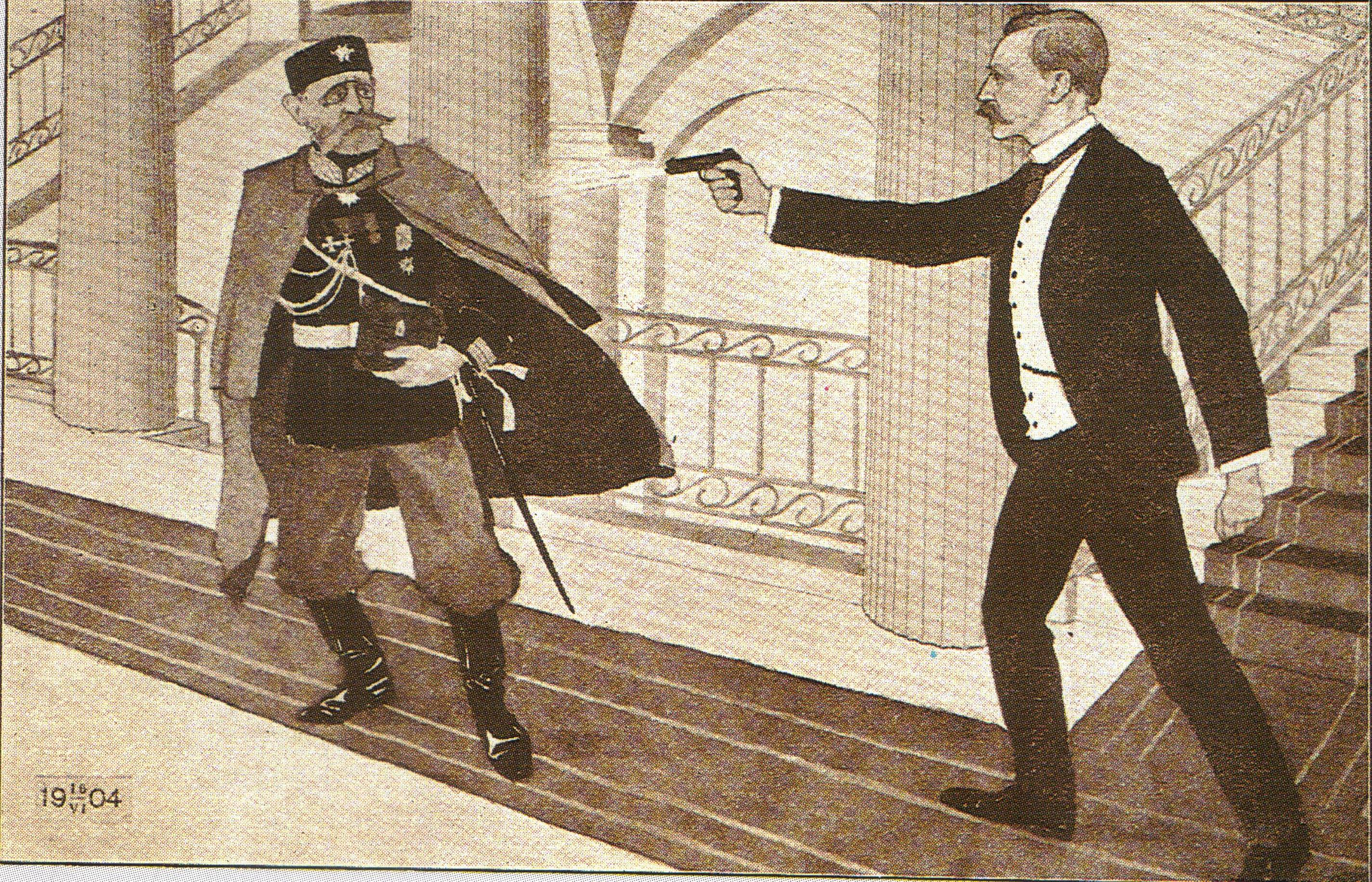
Um desenho do assassinato por um autor desconhecido

Durante 1905–1908, Leo Mechelin formou um governo e criou uma democracia liberal com o direito universal de votar e ser eleito. Em 1906, foi criado o Parlamento unicameral da Finlândia, com sufrágio universal e igual. No entanto, o poder do parlamento foi limitado pelo czar entre 1908 a 1916.
O segundo período de russificação da Finlândia (em finlandês: Toinen sortokausi) em 1908 e na Primeira Guerra Mundial, grupos de ativistas uniram-se. Sob Franz Albert Seyn, sucessor de Bobrikov como governador-geral, toda a legislação foi transferida para a Duma Estatal russa, que depois pressionou por leis que restringiam a autonomia finlandesa. A Rússia exigiu pagamentos mais altos e o Senado da Finlândia foi substituído pelo senado-almirante ou sabre-senado. Nicolau II pressionou pela russificação completa e pelo fim da autonomia finlandesa em 1914, mas isso foi interrompido no início da Primeira Guerra Mundial. O Movimento Jäger foi formado e enviou primeiro 200, e depois 1900, os voluntários finlandeses na Alemanha foram treinados como Jägers (infantaria leve de elite) para resistência armada. Os Jägers finlandeses formaram o 27º Batalhão Jäger e foram enviados a Libau para lutar contra o Império Russo. Sibelius compôs a Marcha Jäger em letras escritas por Heikki Nurmio, que serviu no 27º Batalhão.

## Discussões em 1917

### Revolução na Rússia
As revoluções de Fevereiro e de Outubro de 1917 acenderam a esperança no Grão-Ducado da Finlândia. Após a abdicação do czar Nicolau II em 2 de março (15 de março) de 1917, a união pessoal entre a Rússia e a Finlândia perdeu sua base jurídica – pelo menos de acordo com a visão em Helsinque – visto que ele era o Grão-Duque da Finlândia. As negociações começaram entre o Governo Provisório Russo e as autoridades finlandesas.

### Ato de poder
A proposta resultante, aprovada pelo Governo Provisório Russo, foi fortemente reescrita no parlamento finlandês e transformada no chamado Ato de Poder (Valtalaki em finlandês; Maktlagen em sueco), pelo qual o parlamento declarou-se detentor de todos os poderes de legislação, excetuando os concernentes a política externa e questões militares, e, ainda, que ele poderia ser dissolvido apenas por si memo. Na época da votação, acreditava-se que o Governo Provisório seria rapidamente derrotado pela rebelião em São Petersburgo. Contudo, o Governo Provisório sobreviveu, não concordou com o Ato de Poder e dissolveu o Parlamento. 
Depois de novas eleições e a derradeiro derrota do Governo Provisório na Revolução de Outubro, o parlamento finlandês decidiu criar um conselho regente composto por três pessoas, baseado na constituição finlandesa e, mais precisamente, no §38 do antigo Instrumento de Governo de 1772, que fora promulgado pelos Estados depois do golpe branco de Gustavo III. Este parágrafo previa a eleição de um novo monarca no caso da extinção da linhagem real e foi interpretado na Finlândia como atribuindo soberania aos estados, posteriormente ao parlamento, em caso de interregno. Contudo, o conselho regente nunca foi eleito por conta da forte oposição de socialistas finlandeses e sua greve geral, que exigia ações mais radicais.
Em 2 de novembro (15 de novembro N.S.), os bolcheviques declararam um direito geral de autodeterminação, incluindo o direito de secessão integral "para os povos da Rússia". No mesmo dia, o parlamento finlandês emitiu uma declaração pela qual assumiu, pro tempore, todos os poderes do Soberano na Finlândia.
O antigo Instrumento de Governo não foi, contudo, considerado mais adequado. Círculos da elite há muito consideravam a monarquia e a nobreza hereditária antiquadas, advogando por uma constituição republicana para a Finlândia.

## Declaração e 15 de novembro
Pehr Evind Svinhufvud formou um Senado que se iniciou em 27 de novembro de 1917, cujo objetivo era executar a independência o mais cedo possível. O Senado retornou ao parlamento com uma Declaração de Independência e uma proposta para um novo Instrumento de Governo republicano em 4 de dezembro. Tecnicamente, foi dada à Declaração de Independência a forma de preâmbulo à proposta e a intenção era de que fosse ratificada pelo parlamento, que a adotou em 6 de dezembro com 100 votos conta 88.
Referindo-se à declaração de 15 de novembro, a declaração diz:

O povo da Finlândia tomou, ao dar este passo, seu destino em suas próprias mãos; um passo tanto justificado e exigido pelas condições presentes. O povo da Finlândia sente profundamente que não pode cumprir seu dever nacional e internacional sem completa soberania. O desejo centenário de liberdade aguarda realização agora; o povo da Finlândia se apresenta como uma nação livre entre as outras nações do mundo. [...] O povo da Finlândia ousa aguardar confiantemente que outras nações no mundo reconheçam que, com sua completa independência e liberdade, o povo da Finlândia pode fazer seu melhor em cumprimento àqueles propósitos que irão auferir-lhe um lugar entre os povos civilizados.

### Reconhecimento internacional
Svinhufvud solicitou imediatamente que Suécia, Noruega, Dinamarca, Alemanha e França reconhecessem a independência da Finlândia. O Ocidente, contudo, disse que aguardariam até que o antigo governante, a Rússia, reconhecesse a declaração. Disseram a Svinhufvud que falasse com o governo bolchevique de Lenin. Svinhufvud hesitou em fazê-lo, já que não queria reconhecer os bolcheviques como os governantes legais da Rússia. Além disso, pensou que o governo bolchevique cairia em breve. Então, o parlamento decidiu solicitar o reconhecimento à Assembleia Constituinte Russa. A Alemanha, que estava no meio de negociações de paz com a Rússia soviética, pressionou os finlandeses a falar com Lenin e com o Conselho do Comissariado do Povo (Sovnarkom). Svinhufvud seguiu esta recomendação, já que a Finlândia queria o reconhecimento da Alemanha o mais rápido possível.
Em 18 de dezembro (31 de dezembro), o Sovnarkom emitiu um decreto reconhecendo a independência da Finlândia, e em 22 de dezembro (4 de janeiro de 1918) ele foi aprovado pelo órgão mais elevado do executivo soviético, o Comitê Executivo Central de Todas as Rússias (VTsIK).
A independência da Finlândia foi reconhecida pela Alemanha, pela Suécia e pela França em 4 de janeiro de 1918; pela Noruega e pela Dinamarca em 10 de janeiro e pela Áustria-Hungria em 13 de janeiro.

## Lista de reconhecimento
| País                       | Data                    |
| -------------------------- | ----------------------- |
| RSFS da Rússia             | 4 de janeiro de 1918    |
| França                     | 4 de janeiro de 1918    |
| Suécia                     | 4 de janeiro de 1918    |
| Império Alemão             | 4 de janeiro de 1918    |
| Grécia                     | 4 de janeiro de 1918    |
| Noruega                    | 4 de janeiro de 1918    |
| Dinamarca                  | 4 de janeiro de 1918    |
| Suíça                      | 11 de janeiro de 1918   |
| Áustria-Hungria            | 13 de janeiro de 1918   |
| Países Baixos              | 28 de janeiro de 1918   |
| Espanha                    | 21 de fevereiro de 1918 |
| Império Otomano            | 21 de fevereiro de 1918 |
| Bulgária                   | 27 de fevereiro de 1918 |
| Argentina                  | 11 de maio de 1918      |
| Pérsia                     | 23 de julho de 1918     |
| Tailândia                  | 9 de outubro de 1918    |
| Segunda República Polonesa | 8 de março de 1919      |
| Reino Unido                | 6 de maio de 1919       |
| Estados Unidos             | 7 de maio de 1919       |
| Japão                      | 23 de maio de 1919      |
| Bélgica                    | 10 de junho de 1919     |
| Chile                      | 17 de junho de 1919     |
| Peru                       | 23 de junho de 1919     |
| Itália                     | 27 de junho de 1919     |
| Uruguai                    | 18 de agosto de 1919    |
| Liechtenstein              | 27 de outubro de 1919   |
| Portugal                   | 19 de dezembro de 1919  |
| Brasil                     | 26 de dezembro de 1919  |
| Colômbia                   | 31 de dezembro de 1919  |
| Romênia                    | 1920                    |
| Venezuela                  | 1920                    |
| Panamá                     | 1920                    |
| Equador                    | 1920                    |
| México                     | 1920                    |
| Hungria                    | 1920                    |
| Paraguai                   | 1921                    |
| Luxemburgo                 | 1921                    |
| Sérvia                     | 1922                    |
| Afeganistão                | 1928                    |
| Albânia                    | 1928                    |

## Organizando um novo país
O sofrimento sobrecarregou o povo, resultando em polarização, e logo eclodiu a Guerra Civil. A declaração efetivamente resolveu esse problema:

O governo abordará potências estrangeiras para buscar o reconhecimento de nossa independência política. Todas as complicações, fome e desemprego resultantes do atual isolamento externo tornam urgente que o Governo vincule contatos diretos com potências estrangeiras sem demora. Assistência urgente e concreta para as necessidades de vida e para a indústria é o nosso único resgate contra fome iminente e contra paralisação industrial.
Muitos dos ministérios e autoridades necessários foram fundados durante anos de autonomia e continuaram suas atividades talvez após uma mudança de nome. O Banco da Finlândia tinha a mesma posição de antes. Visto que a pilotagem tem significado militar, o escritório nacional de pilotos foi submetido à russificação. O Conselho Nacional de Navegação, mais tarde denominado Administração Marítima Finlandesa, foi fundado em 15 de dezembro de 1917 e a pilotagem tornou-se sua responsabilidade.
A tentativa de estabelecer uma monarquia na Finlândia falhou e em 1919 Kaarlo Juho Ståhlberg tornou-se o primeiro presidente. As primeiras eleições parlamentares foram realizadas em março de 1919.

## Símbolos nacionais

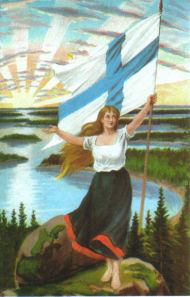
A donzela da Finlândia e a bandeira azul e branca

De várias sugestões, o parlamento escolheu uma bandeira azul e branca, que foi hasteada sobre a casa do parlamento em 28 de maio de 1918. O brasão de armas da Finlândia, com um leão coroado em um campo vermelho, existia desde o domínio sueco.
A escolha do hino nacional dividiu as classes sociais. Os conservadores preferiram Maamme por Runeberg e Pacius, enquanto a classe trabalhadora cantava La Marseillaise e A Internacional. Depois que os brancos venceram a Guerra Civil, Maamme foi escolhido.
6 de dezembro foi declarado feriado nacional o Dia da Independência da Finlândia. O projeto de lei para tornar a Finlândia uma república foi aprovado pela Dieta em 1919.

## Comemoração
O aniversário de 90 anos da Declaração de Independência em 2007 foi escolhido como o principal motivo para a cunhagem de uma moeda de 5€ pela comemoração da Declaração de Independência da Finlândia. O reverso mostra a estética de um petróglifo, enquanto o anverso tem um barco de nove remos com remadores como símbolo de colaboração. Símbolos musicais e cordas finas de kantele também foram incluídos no design da moeda.